# Flagge der Lord-Howe-Insel

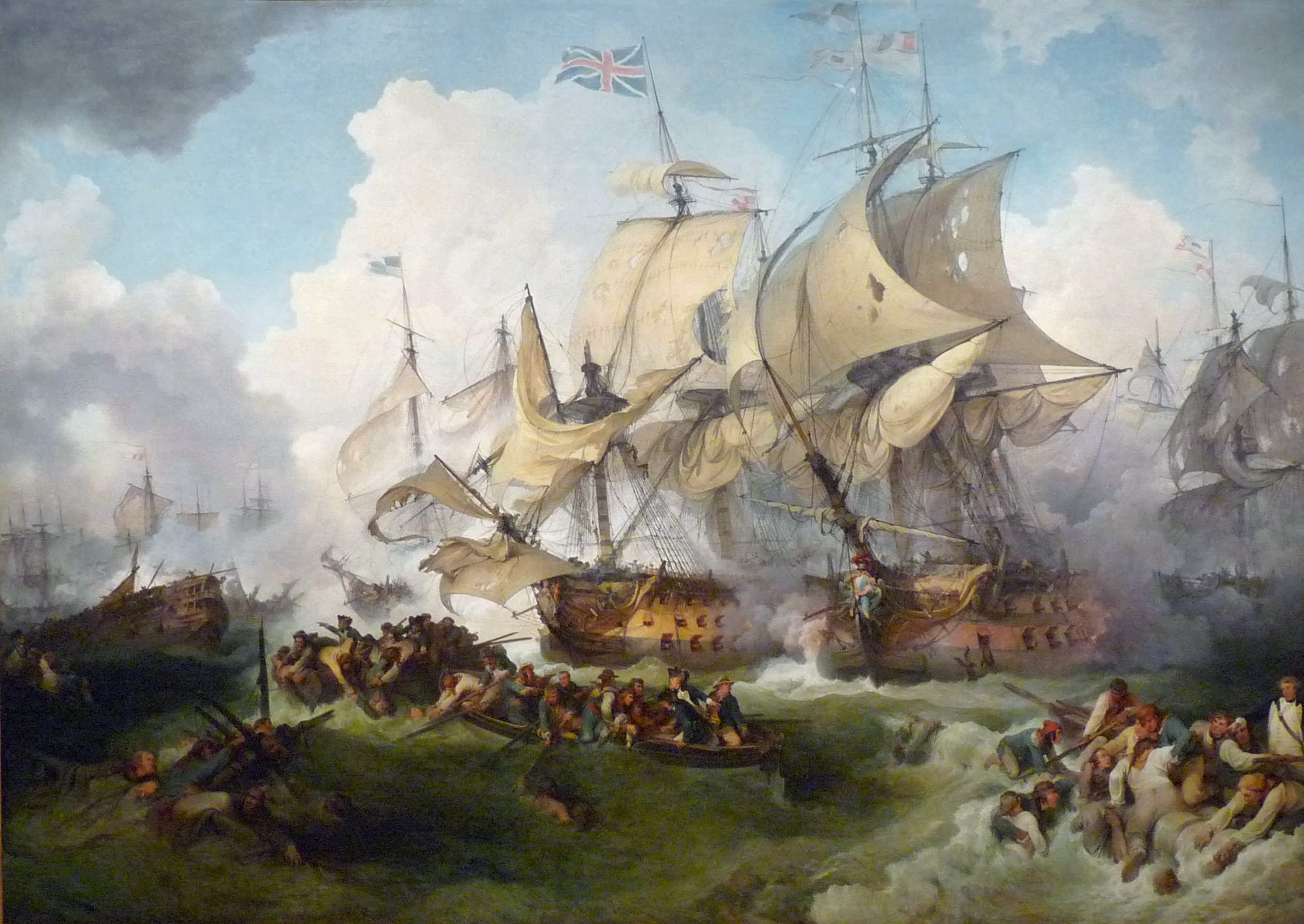
Das Flaggschiff von Lord Howe mit dem Union Jack in der Seeschlacht am 13. Prairial

Die inoffizielle Flagge der australischen Lord-Howe-Insel wurde im November 1998 erstmals gesetzt.

## Beschreibung und Bedeutung
Die goldene Scheibe im Zentrum symbolisiert die Sonne und die Wärme und Freundlichkeit der Inselbewohner. Die silbernen „Strahlen“ schimmern im blauen Wasser des Pazifiks. Als Silhouette ist die Insel auf der Sonnenscheibe abgebildet. Die silbernen Strahlen bilden ebenfalls ein Georgskreuz und ein Andreaskreuz. Diese erinnern an Richard Howe, den Namensgeber der Insel, der unter dem Union Jack (damals noch ohne dem roten St. Patricks-Kreuz) in der Seeschlacht am 13. Prairial (Glorious First of June) segelte.
Die Farben sind definiert als PMS-109-Yellow und PMS-072-Blue.

## Geschichte
Die Flagge wurde am 24. Mai 1993 vom Australier John Vaughan der Flag Society of Australia vorgestellt und im November 1998 an verschiedenen Punkten der Insel gesetzt, wo sie seitdem im Gebrauch ist. Sie wurde bisher nicht durch offizielle Stellen angenommen, findet aber allgemein Verwendung als Symbol für die Insel, die verwaltungsmäßig dem Bundesstaat New South Wales unterstellt ist.